# 水野吉太郎
水野 吉太郎（みずの きちたろう、1874年（明治7年）12月18日 - 1947年（昭和22年）2月14日）は日本の政治家、弁護士。衆議院議員、高知弁護士会長。族籍は高知県平民。

## 略歴
1874年（明治7年）12月、高知県香美郡富家村に生まれる。水野源兵衛の長男。1899年（明治32年）に和仏法律学校法律科（現・法政大学）を卒業し、判事検事登用試験及び弁護士試験に合格する。
1900年（明治33年）に高知県で弁護士を開業するも、北海道に移住する。しかし、北海道での新聞事業の失敗、材木商との争いなどで、大連に渡る。
その後、高知県に帰郷し、1920年（大正9年）、第14回衆議院議員総選挙に出馬し、当選する（政友会）。 また、高知弁護士会長、政友会高知県支部長などを歴任した。
1947年（昭和22年）2月14日に死去、74歳。

## 人物
1909年（明治42年）の伊藤博文暗殺事件で、安重根の主任弁護人を務める。水野は安に敬意を払っており、彼の行動を明治維新の志士と比べるという大胆な弁論を展開した。有罪判決がでると安は内容が不服であると控訴したが、判決が覆ることはまずないこと知っていた水野が「朝鮮の志士が死を恐れるため控訴をしたと思われるのは心外でないか」と諭したところ、安は控訴を取り下げたという。
また、板垣退助旧邸宅を九反田の海南学校跡地に移し、『憲政之祖』という記念碑を建立している。

## 家族・親族
水野家
高知県香美郡富家村
- 父・源兵衛（高知平民）[2]

1845年 -
- 母・道（高知、南元蔵の妹）[2]

1851年 -
- 妻・千鶴（高知、上田源助の三女）[2]

1893年 -